# 玛丽·博歇
玛丽·博歇（法語：Marie Bochet，1994年2月2日—），法国女子高山滑雪运动员。她曾代表法国参加2014年、2018年和2022年冬季残疾人奥林匹克运动会高山滑雪比赛，获得八枚金牌和一枚银牌。